# Em Família (telenovela)
Em Família é uma telenovela brasileira produzida e exibida pela TV Globo de 3 de fevereiro a 18 de julho de 2014, em 143 capítulos. Substituiu Amor à Vida e foi substituída por Império, sendo a 6.ª "novela das nove" transmitida pela emissora. 
Criada e escrita por Manoel Carlos, com a colaboração de Ângela Chaves, Guilherme Vasconcelos, Juliana Peres, Maria Carolina, Mariana Torres e Marcelo Saback, contou com direção de Adriano Melo, João Boltshauser, Luciano Sabino, Teresa Lampreia e Thiago Teitelroit. A direção geral foi de Leonardo Nogueira com direção de núcleo de Jayme Monjardim.
Contou com as participações de Júlia Lemmertz, Gabriel Braga Nunes, Bruna Marquezine, Humberto Martins, Giovanna Antonelli, Helena Ranaldi, Ana Beatriz Nogueira e Ângela Vieira.

## Enredo

### Primeira e segunda fase
Na fictícia cidade rural de Esperança, no interior de Goiás, as duas irmãs Chica (Juliana Araripe) e Selma (Camila Raffanti) são casadas com os dois irmãos Ramiro (Oscar Magrini) e Itamar (Nelson Baskerville), respectivamente. Do casamento de Chica e Ramiro, nasceram Helena (Julia Dalavia / Bruna Marquezine), Clara (Luana Marquezine / Karize Brum) e Felipe (Vinícius Mazzola / Guilherme Prates), enquanto Selma e Itamar tiveram o talentoso flautista Laerte (Eike Duarte / Guilherme Leicam), que sempre foi apaixonado por Helena desde a infância. O relacionamento dos dois, no entanto, é invejado pela ambiciosa Shirley (Giovanna Rispoli / Alice Wegmann), que sempre nutriu uma paixão obsessiva por Laerte e arma todas as armadilhas possíveis para separar o casal. Porém, o maior empecilho do relacionamento dos dois é o ciúme doentio que Laerte sente por Helena com outros homens, entre eles Virgílio (Arthur Aguiar / Nando Rodrigues), melhor amigo do casal, que esconde de todos o amor que sente por Helena desde criança, em respeito à amizade que tem por eles.
Apesar das constantes desavenças e brigas, Laerte e Helena decidem se casar, porém, durante sua despedida de solteiro, Laerte se envolve com diversas prostitutas. Virgílio acaba flagrando o momento e ameaça contar a verdade para Helena. Os dois tem uma briga intensa, e Laerte, consumido pelo sentimento de ódio, ataca Virgílio com uma espora e tenta matá-lo. No dia do casamento, Laerte é desmascarado e preso por tentativa de assassinato. Para piorar a situação, Ramiro morre nos braços de Helena, que fica profundamente abalada emocionalmente com toda a situação. Desde então, Helena passa a odiar Laerte, que é condenado a um ano de prisão. Antes de ir preso, Laerte vai visitar Helena e ambos têm uma briga, onde Helena esconde que está grávida e mente dizendo que fez um aborto. Assustada, Helena decide deixar Esperança e se muda com a família para o Rio de Janeiro e recomeçar uma nova fase na sua vida. Virgílio, após se recuperar do acidente, também decide ir embora para a capital carioca em busca de emprego e cuidados médicos, convivendo com uma enorme cicatriz em seu rosto. Neidinha (Jéssica Barbosa), irmã mais nova de Virgílio, também se muda na companhia do irmão para conquistar o sonho em fazer uma faculdade de enfermagem, porém em um dia, Neidinha é sequestrada e estuprada por três homens em um carro, o que a deixa em estado de pânico e causa desespero na família, fazendo Helena sofrer um aborto espontâneo. Com o amparo de Virgílio, Helena supera esse trauma e descobre a chance de amar novamente.
Após cumprir sua pena, Laerte volta para a casa de sua mãe, que parou de falar com a irmã e os sobrinhos depois de tudo isso, e descobre que teve um filho com Shirley, a grande rival de Helena. Embora não querendo assumir a paternidade, Laerte se vê obrigado a registrar o bebê, mas não deseja uma vida de pai e homem de família, abandonando Shirley e a criança. Decidido a seguir seu sonho e esquecer seu passado, ele deixa Esperança e vai para a Europa se aperfeiçoar como flautista.

### Terceira fase
Passados vinte e quatro anos, Helena (Júlia Lemmertz) se transformou em uma leiloeira rica e bem-sucedida, agora casada com Virgílio (Humberto Martins), que se tornou um artesão. Eles são pais da jovem estudante Luiza (Bruna Marquezine), que é muito parecida com sua mãe tanto na aparência quanto no temperamento. Laerte (Gabriel Braga Nunes) se tornou um flautista muito famoso, se apresentando pelo mundo. Há dez anos é casado com a talentosa pianista Verônica (Helena Ranaldi), com quem mora em Viena, na Áustria. Embora Verônica o ame e tente agradá-lo em tudo, Laerte é frio e distante, a tratando com indiferença, sem carinho, o que faz Verônica sofrer. Tentando salvar seu casamento, ela convence Laerte a abrirem juntos uma escola de música. Verônica também sempre quis ter filhos, mas Laerte nunca quis ser pai, dizendo que o filho que teve com Shirley (Vivianne Pasmanter) foi um acidente e que o único filho que quis ter era com Helena, a acusando de ter destruído tudo. Os dois vão morar no Rio de Janeiro e no Brasil ele fica agressivo e impaciente com ela.
Em um concerto na Áustria, Laerte conhece Luiza e fica fascinado pela semelhança dela com Helena, mulher que nunca esqueceu. Verônica percebe e passa a ver que Luiza também representa uma ameaça à sua felicidade. Laerte volta para o Brasil para encontrar o pai que está doente e reencontra Shirley. Ela ainda é apaixonada por ele, mas diz que o perdoou e passa a tratá-lo como amigo, embora passe a persegui-lo e seduzi-lo. Ela o apresenta ao filho Leto (Ronny Kriwat). Este tenta se aproximar do pai, que nunca havia conhecido, e tenta perdoá-lo pelo abandono. Shirley casou-se com outros homens, ficou milionária e vive esnobando sua riqueza, humilhando a todos. Ela teve uma filha do último marido, Bárbara (Polliana Aleixo) e vive humilhada pela mãe, que não aceita a sua obesidade, e ausência de vaidade. Bárbara vive preocupada com o avô, Viriato (Antônio Petrin). Esta sempre o desprezou, não querendo que ninguém tenha pena dele, agora idoso. Shirley odeia Helena e finge-se de querida colega de infância, mas ambas se detestam. Como sempre soube que Laerte só teve olhos para Helena, ela quer vingança e faz amizade com Luiza, tentando colocá-la contra a mãe, e passa a seduzir Virgílio, desejando que Helena fique sozinha e infeliz. Shirley consegue o que deseja e torna-se amante de Laerte. Os dois brigam muito, embora haja uma paixão escondida. 
A trama tem uma reviravolta quando Laerte passa a seduzir Luiza, quando ela se matricula em sua escola de música para aprender flauta, e torna-se sua aluna. Sem resistir a ele, passa a se relacionar amorosamente com ele, mesmo sendo muitos anos mais velho. Luiza acaba se sentindo culpada, pois sabe de todo mal que ele causou à sua família, mas não consegue resistir aos encantos do flautista, temendo que sua mãe descubra o romance, ficando dividida entre a paixão por seu namorado, o amor por sua mãe e a atração intensa que sente por Laerte. 

### Tramas paralelas
Clara (Giovanna Antonelli), irmã de Helena, é uma dona de casa fiel e feliz, que tem um filho pequeno chamado Ivan (Vitor Figueiredo). No entanto, Clara passa a viver um grande dilema: o de ficar com o marido, Cadu (Reynaldo Gianecchini), que descobre ter problemas cardíacos, ou assumir sua homossexualidade, entregando-se à paixão por sua patroa Marina (Tainá Müller), fotógrafa que também se declara apaixonada por ela, enquanto Vanessa (Maria Eduarda de Carvalho), assistente e ex-namorada de Marina, tenta reconquistar a amada. O médico Felipe (Thiago Mendonça), irmão de Helena, vive o drama da dependência de álcool, buscando ajuda da família para se tratar. Chica (Natália do Vale), que após anos de viuvez e sozinha, reencontra o amor com Ricardo (Herson Capri), que é disputado pela ex-mulher, a mimada e controladora Branca (Ângela Vieira). Esta vive em guerra com a filha, Giselle (Agatha Moreira) que apoia o pai. Juliana (Vanessa Gerbelli), a irmã caçula de Chica e Selma, nunca conseguiu ser mãe. Ela e o marido, Nando (Leonardo Medeiros), se divorciam e passaram a viver em brigas. Ela fica obcecada pela adoção da filha de Gorete (Carol Macedo), empregada que morre em um acidente. Disposta a tudo para ter a menina até que toma uma decisão radical: casa-se com o pai biológico da criança, Jairo (Marcello Melo Jr.), enfrentando um casamento infeliz. 
Selma fica viúva e entra em depressão, voltando a falar com a família, tentando se perdoar e perdoar a todos. Como consequência da depressão, ela enfrenta uma doença precoce, passando a se esquecer das coisas. André (Bruno Gissoni) é o namorado apaixonado de Luiza, que sofre por não saber quem são seus pais biológicos, tendo ajuda de sua mãe adotiva para achá-los. Alice (Erika Januza), filha de Neidinha (Elina de Souza), vive em brigas com a mãe, querendo saber quem é seu pai, mas nunca consegue nenhuma resposta, o que provoca nela uma frustração muito grande. Neidinha revela ter sido vítima de um estupro quando era virgem, por três homens, e que é impossível descobrir a identidade do pai de sua filha, revelando todo seu amor à menina, pois levou a gravidez adiante, sendo ajudada por sua família e pela família de Helena. Alice fica transtornada e passa a frequentar presídios em busca do pai desconhecido.

## Elenco
| Intérprete                              | Personagem                            |
| --------------------------------------- | ------------------------------------- |
| Júlia Lemmertz                          | Helena Fernandes Machado (Leninha)    |
| Gabriel Braga Nunes                     | Laerte Fernandes                      |
| Bruna Marquezine                        | Luiza Fernandes Machado               |
| Bruna Marquezine                        | Helena Fernandes Machado (2ª fase)    |
| Humberto Martins                        | Virgílio Machado                      |
| Vivianne Pasmanter                      | Shirley Soares Esteves                |
| Giovanna Antonelli                      | Clara Fernandes                       |
| Tainá Müller                            | Marina Meirelles                      |
| Helena Ranaldi                          | Verônica Saldanha                     |
| Reynaldo Gianecchini                    | Carlos Eduardo dos Santos (Cadu)      |
| Vanessa Gerbelli                        | Juliana Proença Fernandes             |
| Leonardo Medeiros                       | Fernando de Castro (Nando)            |
| Marcelo Mello Jr.                       | Jairo da Silva                        |
| Natália do Vale                         | Francisca Proença Fernandes (Chica)   |
| Ana Beatriz Nogueira                    | Selma Proença Fernandes               |
| Ângela Vieira                           | Branca Dutra                          |
| Herson Capri                            | Ricardo Noronha Muniz                 |
| Louise D'Tuani                          | Lívia Couto de Guimarães              |
| Agatha Moreira                          | Gisele Dutra Noronha Muniz            |
| Sacha Bali                              | Murilo Marques                        |
| Ronny Kriwat                            | Laerte Soares Fernandes Junior (Leto) |
| Manu Gavassi                            | Paula Mello (Paulinha)                |
| Érika Januza                            | Alice Machado Proença Torres          |
| Maria Eduarda de Carvalho               | Vanessa Dias                          |
| Paulo José                              | Benjamim Machado                      |
| Betty Goffman                           | Lauren Vargas Dassoin (Miss Lauren)   |
| Bruno Gissoni                           | André Machado                         |
| Polliana Aleixo                         | Bárbara Soares Esteves                |
| Thiago Mendonça                         | Dr. Felipe Fernandes Machado          |
| Miguel Thiré                            | Dr. Gabriel Alencastro                |
| Bianca Rinaldi                          | Dr.ª Silvia Monteiro Passos           |
| Lica Oliveira                           | Dulce                                 |
| Suely Franco                            | Flora                                 |
| Antônio Petrin                          | Viriato Soares                        |
| Simone Soares                           | Mafalda Soares                        |
| Aline Fanju                             | Rafaela                               |
| Carol Macedo                            | Gorete da Silva                       |
| Jéssika Alves                           | Guiomar                               |
| Roberta Almeida                         | Sandra                                |
| Michel Melamed                          | Michel                                |
| Alexandre Slaviero                      | Sandro                                |
| Elina de Souza                          | Lucineide Machado (Neidinha)          |
| Cláudia Mauro                           | Ana                                   |
| Remo Rocha                              | Mauro                                 |
| Jorge de Sá                             | Matias                                |
| Maria Pompeu                            | Wanda                                 |
| Rafael Zulu                             | Teodoro (Téo)                         |
| José Rubens Chachá                      | Diogo                                 |
| Magdale Alves                           | Iolanda                               |
| Tânia Toko                              | Rosa                                  |
| Monique Curi                            | Telma                                 |
| Carla Cristina Cardoso                  | Ivi                                   |
| Gisele Alves                            | Zu                                    |
| Ju Colombo                              | Ceiça                                 |
| Lionel Fischer                          | Daniel                                |
| Nicole Evangeline                       | Laís                                  |
| Paulo Verlings                          | Léo                                   |
| Renatta Gomes                           | Kátia                                 |
| Wilson Rabelo                           | Batista                               |
| Allan Souza Lima                        | Antônio                               |
| Rafael Tombini                          | Leandro                               |
| Luisa Moraes                            | Flavinha                              |
| Bruna Faria                             | Bia                                   |
| Maria Eduarda Macedo[carece de fontes?] | Bruna Barcelos                        |
| Maria Luísa Torrens                     | Ana Clara[carece de fontes?]          |
| Vitor Figueiredo                        | Ivan                                  |

### Participações especiais
| Intérprete                                           | Personagem                                      |
| ---------------------------------------------------- | ----------------------------------------------- |
| Julia Dalavia                                        | Helena (1ª fase)                                |
| Eike Duarte                                          | Laerte (1ª fase)                                |
| Giovanna Rispoli                                     | Shirley (1ª fase)                               |
| Arthur Aguiar                                        | Virgílio (1ª fase)                              |
| Bruna Marquezine                                     | Helena (2ª fase)                                |
| Guilherme Leicam                                     | Laerte (2ª fase)                                |
| Alice Wegmann                                        | Shirley (2ª fase)                               |
| Nando Rodrigues                                      | Virgílio (2ª fase)                              |
| Juliana Araripe                                      | Chica (1ª e 2ª fases)                           |
| Camila Raffanti                                      | Selma (1ª e 2ª fases)                           |
| Gabriela Carneiro da Cunha                           | Juliana (1ª e 2ª fases)                         |
| Oscar Magrini                                        | Ramiro (1ª e 2ª fases)                          |
| Nelson Baskerville                                   | Itamar                                          |
| Cyria Coentro                                        | Maria (1ª e 2ª fases)                           |
| Jéssica Barbosa                                      | Neidinha (1ª e 2ª fases)                        |
| Antonio Sabóia                                       | Nando (1ª e 2ª fases)                           |
| Henrique Schafer                                     | Viriato (1ª e 2ª fases)                         |
| Simone Soares                                        | Mafalda (1ª e 2ª fases)                         |
| Guilherme Prates                                     | Felipe (2ª fase)                                |
| Vinícius Mazzola                                     | Felipe (1ª fase)                                |
| Karize Brum                                          | Clara (2ª fase)                                 |
| Luana Marquezine                                     | Clara (1ª fase)                                 |
| Camilla Camargo                                      | Ana (2ª fase)                                   |
| Marley Danckwardt                                    | Marta (1ª e 2ª fases)                           |
| Gustavo Arthiddoro                                   | Mauro (2ª fase)                                 |
| Bruno Ahmed                                          | Fred (2ª fase)                                  |
| Duda Meneghetti                                      | Rafaela (2ª fase)                               |
| Pedro Bosnich                                        | Beto (2ª fase)                                  |
| Ana Carolina Dias                                    | Cláudia                                         |
| Alfredo Martins                                      | Juiz do julgamento de Felipe[carece de fontes?] |
| Bella Piero[carece de fontes?]                       | Marcinha                                        |
| Bernardo Dugin                                       | Lucas                                           |
| Bernardo Felinto                                     | Fiscal no aeroporto[carece de fontes?]          |
| Beto Nasci                                           | Ricardo (1ª e 2ª fases)                         |
| Carla Cristina Cardoso                               | Ivone (Ivi)                                     |
| Cássio Pandolfi[carece de fontes?]                   | Saldanha                                        |
| Chitãozinho e Xororó                                 | Eles mesmos[carece de fontes?]                  |
| Diogo Salles                                         | Vlad                                            |
| Eduardo Galvão                                       | Pedro Paulo                                     |
| Flávia Paredes[carece de fontes?]                    | Prostituta de Laerte                            |
| Flávio Tolezani                                      | Marcelo                                         |
| Gilberto Torres[carece de fontes?]                   | Doutor                                          |
| Gustavo Machado                                      | Vitor                                           |
| Hélio Ribeiro                                        | diretor do hospital                             |
| Isabel Guerón                                        | Clarisse                                        |
| Jonathan Azevedo                                     | Jonas                                           |
| Karen Junqueira                                      | Garota de programa                              |
| Mabel Cezar                                          | Professora Cotinha                              |
| Marcelo Batista[carece de fontes?]                   | Isaías                                          |
| Márcio Machado[carece de fontes?]                    | Apresentador do concurso Miss Esperança         |
| Maria Carolina Lampreia Matarazzo[carece de fontes?] | Modelo mirim                                    |
| Maria Helena Pader                                   | Heloísa                                         |
| Marlon Shuck[carece de fontes?]                      | Colega de Luiza na faculdade                    |
| Maurício Hubertzann[carece de fontes?]               | Juiz do julgamento de Laerte                    |
| Monica Martin[carece de fontes?]                     | Gogo Girl                                       |
| Monique Lafond                                       | Juíza de Paz                                    |
| Paulo Vespúcio                                       | Delegado que prende Laerte                      |
| Paulo Reis                                           | dono da empresa de aviação                      |
| Rafaela Sampaio                                      | Rafaela (jovem)                                 |
| Renata Tobelem[carece de fontes?]                    | Sheila (mulher que critica Felipe)              |
| Ricardo Vlaud[carece de fontes?]                     | Secretário do hospital onde Juliana tem o parto |
| Rita Porto                                           | Juíza do divórcio de Branca e Ricardo           |
| Saulo Rodrigues                                      | Gustavo                                         |
| Sílvio Matos[carece de fontes?]                      | Padre do casamento de Luiza e Laerte            |
| Tiago Martelli                                       | Mateus                                          |
| William Vita[carece de fontes?]                      | Rodrigo                                         |
| André Telles                                         | Fred                                            |
| Bianka Fernandes                                     | Tatiane                                         |
| Carol Magno                                          | Júlia                                           |
| Chao Chen                                            | Namura                                          |
| Chris Moniz                                          | Leila                                           |
| Christiane Alves                                     | Malu                                            |
| Gilberto Marmorosh                                   | Hamilton                                        |
| Herbert Richers Jr.                                  | Luciano                                         |
| Jefferson Almeida[carece de fontes?]                 | Leônidas (Léon)                                 |
| Leo Albert                                           | Roberto                                         |
| Luana Azevedo                                        | Ritinha                                         |
| Michelle Moraes                                      | Luana                                           |
| Orion Ximenes                                        | Pedro                                           |
| Paulo Resende                                        | Zé                                              |
| Pedro Farah                                          | Helder                                          |
| Rhavine Crispim                                      | Viviane                                         |
| Silvia Quadros                                       | Isolda                                          |

## Antecedentes
O setor de teledramaturgia da TV Globo estreou no mesmo ano de sua inauguração, em 1965. A primeira telenovela produzida pela emissora foi O Ébrio, no horário das 20 horas. Em 2007, quando Duas Caras era exibida, os temas abordados levaram à determinação do Ministério da Justiça de classificar a obra como imprópria para menores de catorze anos e, portanto, tendo seu início obrigatoriamente após as 21 horas. O novo horário foi mantido para as produções seguintes, mas somente a partir de Insensato Coração (2011), as telenovelas passariam a ser exibidas como novelas "das nove".
Antes do término de Salve Jorge (2012), ficou decidido que a sua substituta seria a última produção de Manoel Carlos. Contudo, atrasos no roteiro e a morte do filho de Maneco, fizeram com que a ordem de autores fosse invertida. Walcyr Carrasco viria após Manoel, e sua trama Amor à Vida (2013) foi antecipada. Teve os títulos provisórios de Ritmo da Vida, Dança da Vida, Fênix, A Sombra de Helena e Helena.

## Produção

Durante o período que antecedeu sua estreia, Em Família foi divulgada pela Globo em diversos meios de comunicação, dentre eles a revista Veja (foto).

Esta foi a última telenovela do horário escrita pelo autor, e com isso, encerra-se o ciclo de Helenas, que começou com Lílian Lemmertz em Baila Comigo no ano de 1981 e termina com a filha da atriz, Julia Lemmertz. Com isto, a TV Globo escolheu mostrar uma trama baseada em situações familiares e triângulos amorosos, e temas como o alcoolismo (Thiago Mendonça - Felipe), a homossexualidade (Giovanna Antonelli - Clara, Tainá Müller - Marina, Maria Eduarda - Vanessa)  e a doença de Parkinson (Paulo José - Benjamin).

### Cenário
Os primeiros capítulos da trama, foram gravados no município de Goiás, estado homônimo, também conhecido como Goiás Velho, Pirenópolis e, também teve locações na capital Goiânia. Segundo o autor, ele preferiu começar a história fora da cidade do Rio de Janeiro porque precisava de um cenário rico, mas que mantivesse os costumes regionais. Além de Goiás e Rio de Janeiro, Viena na Áustria é outro cenário que faz parte da terceira fase da trama. Segundo o diretor de núcleo, Jayme Monjardim, a cidade foi escolhida por ser musical, uma vez que na telenovela contará com quatro músicos entre os personagens principais.

### Escolha do elenco
A escalação de Júlia Lemmertz e Bruna Marquezine para viverem a protagonista nas duas fases diferentes foi muito bem planejada por Manoel Carlos. Marquezine começou sua carreira em 2003, em sua telenovela Mulheres Apaixonadas, onde se destacou como a pequena Salete. Enquanto Lemmertz é filha da também atriz Lilian Lemmertz, que viveu a primeira Helena do autor na telenovela Baila Comigo, de 1981. A atriz foi convidada pelo autor para interpretar a personagem em dezembro de 2011. Maneco afirma que Júlia foi escolhida como forma de homenagem a Lilian, a quem a trama é dedicada. Marcos Palmeira seria o intérprete do possessivo Laerte, porém desistiu do papel alegando cansaço, após ter emendado três trabalhos e foi substituído por Gabriel Braga Nunes. Alinne Moraes foi convidada para interpretar a fotógrafa Marina, que viveria um relacionamento lésbico com a personagem de Giovanna Antonelli, mas a atriz precisou se desligar da produção, por estar esperando seu primeiro filho. Como o autor queria que a atriz fizesse parte da sua última trama, ele cogitou para ela que a personagem tivesse um filho na trama, mas a atriz ainda se desligou da produção. Após a desistência de Moraes, o autor foi atrás de outras atrizes que atendiam o perfil de sua personagem, e enviou um convite para Regiane Alves, mas a atriz recusou o convite do autor por também estar esperando seu primeiro filho. Após a desistência de Alves, Mel Fronckowiak chegou a fazer o teste, mas não se encaixou no perfil da personagem. Depois, foi a vez de Juliana Paes fazer o teste para o papel, mas por motivos desconhecidos ela acabou não ficando com o papel. Andreia Horta também foi cogitada para a personagem, porém a atriz também estava no ar na série A Teia, o impossibilitou a atriz de ficar com a personagem. Após vários testes, Tainá Müller foi a escolhida para dar vida ao personagem.

### Mudanças no enredo
Logo na primeira semana, a Globo acelerou os capítulos das duas primeiras fases para que a terceira chegasse antes do previsto. Esta terceira fase, que começaria no capítulo 10, se iniciou no capítulo 7. O motivo do aceleramento teria sido o ritmo lento que estava provocando a baixa audiência. A trama ganhou mais movimentação e ritmo mais acelerado graças a intervenção do diretor geral Leonardo Nogueira, que estava incomodado com as críticas que a novela vinha recebendo. O protagonista Laerte, antes visto como mocinho, passou a ter comportamento de vilão psicopata, fato esse que movimentou a história.

## Recepção

### Da crítica
Nilson Xavier, do UOL, publicou em seu blog: "O primeiro capítulo de 'Em Família' teve barraco em família, bunda de Oscar Magrini, nudez implícita de Bruna Marquezine, procissão e sonho com direito a animação. Chamou a atenção a personagem Shirley, que parece que vai ser a “peste” da vez, a garota vilãzinha, mimada e barraqueira sempre presente nas tramas de Maneco (Manoel Carlos). E já ficou claro a personalidade dos protagonistas, Helena e Laerte. O elenco na maioria desconhecido do grande público (com muitos atores mirins e adolescentes) pode ter causado algum estranhamento. Mas logo vem a fase definitiva com os medalhões. A abertura é bonita, e o encerramento – chamado de "Momentos" – parece que vai contar uma historinha diariamente. Momentos em família à la Maneco. Talvez o público precise mesmo dar um tempo nos folhetins pretensamente “inovadores” – os que se valem de linguagem de seriado, câmera nervosa e afins – e resgatar o bom e velho folhetim. Se bem que a última trama de Manoel Carlos, Viver a Vida, de 2009, não foi um grande sucesso".
Raphael Scire, do Notícias da TV disse: "Dividida em três fases, Em Família estreou nesta segunda (3) com a promessa de ser a última novela de Manoel Carlos. O capítulo inicial foi morno e ainda não deixou que o telespectador sentisse de fato a história. Helena, a grande heroína do autor, foi apresentada criança e adolescente, e assim o público não teve a chance de ver a principal característica da personagem, e que, por tabela, garantiu o sucesso de suas outras protagonistas: a maternidade".

### Audiência
| Horário              | # Eps. | Estreia                | Estreia           | Final               | Final           | Posição | Temporada | Classificação geral |
| Horário              | # Eps. | Data                   | Primeiro capítulo | Data                | Último capítulo | Posição | Temporada | Classificação geral |
| -------------------- | ------ | ---------------------- | ----------------- | ------------------- | --------------- | ------- | --------- | ------------------- |
| Segunda—Sábado 21:15 | 143    | 3 de fevereiro de 2014 | 33                | 18 de julho de 2014 | 37              | #1      | 2014      | 30                  |

O primeiro capítulo marcou 33,2 pontos e 53% de participação na grande São Paulo, segundo dados consolidados. Foi a pior estreia de uma novela das nove até então. Este recorde seria ultrapassado posteriormente por Império, Babilônia e A Regra do Jogo. As duas novelas das nove anteriores, Amor à Vida e Salve Jorge, haviam estreado com 35 pontos. Cada ponto equivale a 65 mil domicílios na grande São Paulo.
No segundo capítulo, teve 29 pontos e teve 51% de participação na Grande São Paulo.
No dia 10 de fevereiro, com a chegada da terceira fase, a trama registrou recorde de audiência. De acordo com dados consolidados, a trama marcou 36 pontos, com 60% de participação nos televisores ligados na Grande São Paulo.
Depois de meses na casa dos 29/30 pontos, Em Família recupera parte de sua audiência. No dia 4 de junho registra um recorde de 33 pontos. Conforme nas quartas-feiras termina mais cedo, terminou mais tarde. E alcançou seus 33 pontos.
Em sua reta final, os índices subiram consideravelmente. No dia 7 de julho de 2014, alcançou 35 pontos e 38 de pico. No penúltimo capítulo registrou ótimos 36 pontos e chegou a 39 de pico e 56% de participação.
Seu último capítulo registrou 37 pontos e 41 de pico, com 62% de participação, tendo média geral de 30 pontos, pior média de uma novela das 21h até aquele momento.

### Prêmios e indicações
| Ano  | Prêmio                    | Categoria                   | Indicação                                          | Resultado | Ref.   |
| ---- | ------------------------- | --------------------------- | -------------------------------------------------- | --------- | ------ |
| 2014 | Prêmio Contigo! de TV     | Novela do Ano               | Manoel Carlos                                      | Indicado  | [ 51 ] |
| 2014 | Prêmio Contigo! de TV     | Melhor Atriz de Novela      | Bruna Marquezine                                   | Indicada  | [ 51 ] |
| 2014 | Prêmio Contigo! de TV     | Melhor Ator Coadjuvante     | Reynaldo Gianecchini                               | Indicado  | [ 51 ] |
| 2014 | Prêmio Contigo! de TV     | Melhor Atriz Coadjuvante    | Giovanna Antonelli                                 | Indicada  | [ 51 ] |
| 2014 | Prêmio Contigo! de TV     | Melhor Atriz Coadjuvante    | Tainá Muller                                       | Indicada  | [ 51 ] |
| 2014 | Prêmio Contigo! de TV     | Melhor Ator Infantil        | Vitor Figueiredo                                   | Indicado  | [ 51 ] |
| 2014 | Prêmio Contigo! de TV     | Melhor Autor de Novela      | Manoel Carlos                                      | Indicado  | [ 51 ] |
| 2014 | Prêmio Contigo! de TV     | Melhor Diretor de Novela    | Jayme Monjardim e Leonardo Nogueira                | Indicado  | [ 51 ] |
| 2014 | Meus Prêmios Nick         | Atriz Favorita              | Bruna Marquezine                                   | Indicada  | [ 52 ] |
| 2014 | Meus Prêmios Nick         | Ator Favorito               | Bruno Gissoni                                      | Venceu    | [ 52 ] |
| 2014 | Prêmio Extra de Televisão | Melhor Novela               | Manoel Carlos                                      | Indicado  | [ 53 ] |
| 2014 | Prêmio Extra de Televisão | Melhor Atriz                | Bruna Marquezine                                   | Indicada  | [ 53 ] |
| 2014 | Prêmio Extra de Televisão | Melhor Atriz                | Júlia Lemmertz                                     | Indicada  | [ 53 ] |
| 2014 | Prêmio Extra de Televisão | Melhor Ator                 | Humberto Martins                                   | Indicado  | [ 53 ] |
| 2014 | Prêmio Extra de Televisão | Melhor Atriz Coadjuvante    | Giovanna Antonelli                                 | Venceu    | [ 53 ] |
| 2014 | Prêmio Extra de Televisão | Melhor Atriz Coadjuvante    | Vanessa Gerbelli                                   | Indicada  | [ 53 ] |
| 2014 | Prêmio Extra de Televisão | Melhor Ator Coadjuvante     | Marcello Melo Jr.                                  | Indicado  | [ 53 ] |
| 2014 | Prêmio Extra de Televisão | Melhor Revelação            | Nando Rodrigues                                    | Indicado  | [ 53 ] |
| 2014 | Prêmio Extra de Televisão | Melhor Tema de Novela       | "Só Vejo Você", Tânia Mara                         | Indicado  | [ 53 ] |
| 2014 | Retrospectiva UOL         | Melhor Novela               | Manoel Carlos                                      | Venceu    | [ 54 ] |
| 2014 | Retrospectiva UOL         | Melhor Atriz                | Ana Beatriz Nogueira                               | Indicada  | [ 54 ] |
| 2014 | Retrospectiva UOL         | Melhor Atriz                | Bruna Marquezine                                   | Indicada  | [ 54 ] |
| 2014 | Retrospectiva UOL         | Melhor Atriz                | Júlia Lemmertz                                     | Indicada  | [ 54 ] |
| 2014 | Retrospectiva UOL         | Melhor Ator                 | Gabriel Braga Nunes                                | Indicado  | [ 54 ] |
| 2014 | Retrospectiva UOL         | Melhor Vilão                | Shirley (Vivianne Pasmanter)                       | Indicada  | [ 54 ] |
| 2014 | Retrospectiva UOL         | Melhor Par Romântico        | Clara (Giovanna Antonelli) e Marina (Tainá Müller) | Venceu    | [ 54 ] |
| 2014 | Retrospectiva UOL         | Melhor Ator/Atriz Revelação | Nando Rodrigues                                    | Indicado  | [ 54 ] |
| 2014 | Prêmio F5                 | Ator do Ano                 | Gabriel Braga Nunes                                | Indicado  | [ 55 ] |
| 2014 | Prêmio F5                 | Ator Coadjuvante do Ano     | Marcello Melo Jr.                                  | Indicado  | [ 56 ] |
| 2014 | Prêmio Quem de Televisão  | Melhor Ator de TV           | Humberto Martins                                   | Indicado  | [ 57 ] |
| 2014 | Prêmio Quem de Televisão  | Melhor Atriz Coadjuvante    | Vanessa Gerbelli                                   | Indicado  | [ 57 ] |
| 2014 | Prêmio Quem de Televisão  | Melhor Atriz Coadjuvante    | Vivianne Pasmanter                                 | Indicado  | [ 57 ] |
| 2014 | Prêmio Quem de Televisão  | Melhor Revelação            | Nando Rodrigues                                    | Venceu    | [ 57 ] |

## Exibição

### Outras Mídias
Em 15 de abril de 2024, foi disponibilizada pelo Globoplay como parte do Projeto Originalidade, com a atualização para o formato de exibição original; com o formato de imagem restaurado em Full HD, além de aberturas, vinhetas de intervalo e encerramento originais.

### Exibição Internacional
| País                 | Canal         | Título local        | Estreia                 | Final                   | Horário semanal     | Hora       | Ref    |
| -------------------- | ------------- | ------------------- | ----------------------- | ----------------------- | ------------------- | ---------- | ------ |
| Brasil               | TV Globo      | Em Família          | 3 de fevereiro de 2014  | 18 de julho de 2014     | Segunda a Sábado    | 21:15      | —      |
| São Tomé e Príncipe  | TVS           | Em Família          | 10 de fevereiro de 2014 | 25 de julho de 2014     | Segunda a Sábado    | 21:15      | —      |
| Portugal             | SIC           | Em Família          | 31 de março de 2014     | 21 de novembro de 2014  | Segunda a Sexta     | 18:45      | [ 59 ] |
| Uruguai              | Teledoce      | La Sombra de Helena | 4 de maio de 2015       | 14 de agosto de 2015    | Segunda a Sexta     | 19:00      | [ 60 ] |
| Peru                 | ATV           | La Sombra de Helena | 10 de junho de 2015     | 21 de agosto de 2015    | Segunda a Sexta     | 21:00      | [ 61 ] |
| Equador              | Ecuavisa      | La Sombra de Helena | 21 de julho de 2015     | 28 de setembro de 2015  | Segunda a Sexta     | 20:45      | [ 62 ] |
| República Dominicana | Antena Latina | La Sombra de Helena | 23 de julho de 2015     | 4 de novembro de 2015   | Segunda a Sexta     | 22:00      | [ 63 ] |
| Nicarágua            | Televicentro  | La Sombra de Helena | 8 de setembro de 2015   | 21 de dezembro de 2015  | Segunda a Sexta     | 21:00      | [ 64 ] |
| Costa Rica           | Teletica      | La Sombra de Helena | 28 de setembro de 2015  | 8 de janeiro de 2016    | Segunda a Sexta     | 04:301     | [ 65 ] |
| Canadá               | OMNI          | Em Família          | 26 de outubro de 2015   | 5 de fevereiro de 2016  | Segunda a Sexta     | 18:00      | —      |
| Coreia do Sul        | TeleNovela    | 헬레나 쉐도우       | 20 de novembro de 2015  | 10 de junho de 2016     | Sexta e Sábado2     | 10:303     | [ 66 ] |
| Paraguai             | SNT           | La Sombra de Helena | 15 de fevereiro de 2016 | 1 de junho de 2016      | Segunda a Sexta     | 21:00      | [ 67 ] |
| Chile                | Canal 13      | La Sombra de Helena | 3 de março de 2016      | 10 de maio de 2016      | Segunda a Sexta     | 15:30      | [ 68 ] |
| Arménia              | Armenia TV    | Էլենայի ստվերը      | 15 de março de 2016     | 27 de junho de 2016     | Segunda a Sexta     | 19:005     | [ 69 ] |
| Honduras             | VTV           | La Sombra de Helena | 6 de abril de 2016      | 25 de julho de 2016     | Segunda a Sexta     | 22:00      | [ 70 ] |
| China                | Canal Macau   | Em Família          | 19 de abril de 2016     | 8 de agosto de 2016     | Segunda a Sexta     | 22:10      | —      |
| Estados Unidos       | Telemundo     | La Sombra de Helena | 20 de junho de 2016     | 3 de agosto de 2016     | Segunda a Sexta     | 12:004     | [ 71 ] |
| Bulgária             | Pik TV        | Сянката на Елена    | 7 de novembro de 2016   | 17 de fevereiro de 2017 | Segunda a Sexta     | 10:00      | [ 72 ] |
| Coreia do Sul        | TeleNovela    | 헬레나 쉐도우       | 14 de janeiro de 2017   |                         | Sábado e Domingo    | 05:00      | —      |
| El Salvador          | VTV           | La Sombra de Helena | 16 de janeiro de 2017   | 28 de abril de 2017     | Segunda a Sexta     | 13:00      | [ 73 ] |
| França               | RFO6          | Passions Secrètes   | 7 de fevereiro de 2017  | 21 de março de 2017     | Seg, Ter, Qui e Sex | 13:307     | [ 74 ] |
| México               | Azteca Trece  | La Sombra de Helena | Brevemente              | Brevemente              | Brevemente          | Brevemente | [ 75 ] |
| França               | IDF 1         | Passions Secrètes   | 18 de dezembro de 2017  |                         | Segunda e Sexta     |            |        |
| Rússia               | Telenovela    | Тень Элены          | junho de 2018           |                         | Segunda e Sexta     |            |        |
| Mongólia             | TV5           | Brevemente          | Brevemente              | Brevemente              | Brevemente          | Brevemente | [ 76 ] |
| Vietname             | Las Viet      | Brevemente          | Brevemente              | Brevemente              | Brevemente          | Brevemente | [ 77 ] |

↑1  Transferida para as 05:00
↑2  Transferida para Quinta a Sábado a partir do dia 22 de fevereiro de 2016.
↑3  Trasnferida para as 11:00 a partir do dia 15 de janeiro de 2015.
↑4  Exibida em capítulos duplos.
↑5  O último episódio foi transmitido as 18:10.
↑6  Exibida apenas em territórios e departamentos de ultramar da França: Guadalupe, Guiana Francesa, Martinica, Mayotte, Nova Caledónia, Reunião, Polinésia Francesa, São Bartolomeu, São Martinho, São Pedro e Miquelão e Wallis e Futuna pelo canal RFO
↑7  Exibida em capítulos triplos.

## Trilha sonora
O álbum nacional da trama reúne 24 faixas de grandes nomes da música popular brasileira. Entre as escolhidas estão o tema de abertura, "Eu Sei Que Vou Te Amar" de Tom Jobim e Vinicius, regravada por Ana Carolina; "Cartas de Amor", que embala o par romântico dos protagonistas Júlia Lemmertz e Gabriel Braga Nunes, cantada por Roberto Carlos, e "Só Vejo Você" da cantora Tânia Mara, tema de Clara (Giovanna Antonelli) e Marina (Tainá Müller).
Capa: Bruna Marquezine
| N.º | Título                                  | Música                                  | Personagem        | Duração |  |
| 1.  | "Eu Sei Que Vou Te Amar"                | Ana Carolina                            | Abertura          | 03:16   |  |
| 2.  | "Cartas de Amor (Love Letters)"         | Roberto Carlos                          | Helena e Laerte   | 03:58   |  |
| 3.  | "Morada"                                | Sandy                                   | Juliana           | 02:53   |  |
| 4.  | "Só Vejo Você"                          | Tânia Mara                              | Clara e Marina    | 04:01   |  |
| 5.  | "Complicamos Demais"                    | Alinne Rosa                             | Helena            | 03:39   |  |
| 6.  | "Recomeço"                              | Antonio Villeroy                        | Felipe e Sílvia   | 03:51   |  |
| 7.  | "Canto do Lobo"                         | Gilson Peranzzetta Part. Esp.: Edu Lobo | Ricardo           | 04:17   |  |
| 8.  | "Um de Nós"                             | Marcelo Jeneci                          | Laerte            | 04:47   |  |
| 9.  | "E Isso Acontece"                       | Ivan Lins                               | Branca            | 04:27   |  |
| 10. | "Eu Não Sei Seu Nome Inteiro - Ao Vivo" | João Bosco Part. Esp.: João Donato      |                   | 05:02   |  |
| 11. | "Você Por Perto"                        | Liah Soares                             | Luiza e Laerte    | 03:33   |  |
| 12. | "Encontrei"                             | Marina Elali                            | Sílvia e Cadu     | 04:14   |  |
| 13. | "Descaminhos"                           | Simone                                  | Juliana e Nando   | 03:26   |  |
| 14. | "Bungee Jump"                           | Rafael Almeida                          | André e Luiza     | 04:40   |  |
| 15. | "Pra Você"                              | Onze:20                                 | Murilo e Gisele   | 03:38   |  |
| 16. | "Reggae do Horto"                       | Zignal                                  |                   | 03:37   |  |
| 17. | "Pra Você Dar o Nome"                   | Tó Brandileone                          | Verônica e Laerte | 03:38   |  |
| 18. | "Quem é Ela?"                           | Marco & Mário                           | Virgílio e Helena | 03:05   |  |
| 19. | "Boi Na Linha"                          | Roberto Trevisan                        | Jairo             | 03:28   |  |

Capa: Helena Ranaldi e Gabriel Braga Nunes
| N.º | Título                     | Música                           | Personagem                     | Duração |  |
| 1.  | "Pretty Hurts"             | Beyoncé                          | Shirley e Laerte               | 04:15   |  |
| 2.  | "Let Me Go"                | Cymcolé Feat. Mister Jam         |                                | 03:49   |  |
| 3.  | "How Long Will I Love You" | Ellie Goulding                   | Juliana                        | 02:30   |  |
| 4.  | "Born To Die"              | Lana Del Rey                     | Clara e Marina                 | 04:45   |  |
| 5.  | "Se Non Te"                | Laura Pausini                    | Verônica                       | 04:05   |  |
| 6.  | "Face The Sun"             | James Blunt                      | Cadu                           | 04:01   |  |
| 7.  | "L'Amour"                  | Ana Cañas                        | Clara e Marina                 | 04:20   |  |
| 8.  | "La Ville Engloutie"       | Valéria Sattamini                | Chica e Ricardo                | 03:49   |  |
| 9.  | "Lady Marmalade"           | Mary Nelson                      | Locação: "Estúdio fotográfico" | 05:12   |  |
| 10. | "Fuiste Tu"                | Ricardo Arjona Feat. Gaby Moreno | Neidinha                       | 04:24   |  |
| 11. | "One of A Kind"            | Kevin White                      |                                | 04:00   |  |
| 12. | "The Dance"                | Cadu Valle                       |                                | 03:12   |  |
| 13. | "The Way You Look Tonight" | Dan Torres                       |                                | 03:45   |  |
| 14. | "Change Your Mind"         | Bill Cinque                      |                                | 04:09   |  |
| 15. | "Are You Ever Coming Home" | Eric Berdon                      | André e Bárbara                | 03:54   |  |

Capa: Julia Lemmertz
| N.º | Título                                    | Música                                                 | Personagem                  | Duração |  |
| 1.  | "Você e Eu"                               | Gilberto Gil                                           |                             | 04:51   |  |
| 2.  | "O Barquinho"                             | Maysa                                                  | Locação: "Rio de Janeiro"   | 02:17   |  |
| 3.  | "Meditação"                               | Nara Leão                                              | Shirley                     | 02:17   |  |
| 4.  | "Coisa Mais Linda"                        | Caetano Veloso                                         | Clara e Cadu                | 03:15   |  |
| 5.  | "Samba do Avião"                          | Os Cariocas                                            | Locação: "Rio de Janeiro"   | 02:36   |  |
| 6.  | "Summer Samba (Samba de Verão) - Ao Vivo" | Marcos Valle & Stacey Kent - Part. Esp.: Jim Tomlinson | Locação: "Rio de Janeiro"   | 05:11   |  |
| 7.  | "Chega de Saudade"                        | Zeca Pagodinho                                         | núcleo da "Casa de Repouso" | 03:51   |  |
| 8.  | "Quiet Nights of Quiet Stars (Corcovado)" | Sylvia Telles                                          | Locação: "Rio de Janeiro"   | 02:12   |  |
| 9.  | "Desafinado"                              | Gal Costa                                              | Selma                       | 02:37   |  |
| 10. | "Wave - Instrumental"                     | Tom Jobim                                              |                             | 02:31   |  |